# Uttersjön (Redslareds socken, Västergötland)
Uttersjön är en sjö i Svenljunga kommun i Västergötland och ingår i Viskans huvudavrinningsområde.